# Гойщик, Татьяна Геннадьевна
Татья́на Генна́дьевна Го́йщик(в девичестве — Насо́нова, 6 июля 1952, Коновалово, Иркутская область) — советская легкоатлетка, олимпийская чемпионка в эстафете 4×400 метров. Заслуженный мастер спорта СССР (1980).

## Карьера
Выступала за «Труд» (Иркутск). К вершинам спортивного мастерства её привёл заслуженный тренер СССР Виктор Иннокентьевич Седых (12.01.1930—17.12.2011).
На Олимпиаде в Москве вместе с Татьяной Пророченко, Ниной Зюськовой и Ириной Назаровой выиграла золотую медаль в эстафете 4×400 метров.
Также становилась бронзовым призёром чемпионата Европы в помещении в 1980 году.
Выступала за сборную СССР на различных международных турнирах: матчевые встречи СССР—ГДР, СССР—США, финале Кубка Европы, этапах Кубка мира. Завершив спортивную карьеру, ушла работать тренером.

## Тренерская деятельность
Тренировала: Петр Моисеев, Анна Балакшина, Павел Осипов

## Личная жизнь
В 1978 году окончила Омский государственный институт физической культуры.
Была замужем за Александром Николаевичем Гойщиком (07.03.1952—28.03.2004) — заслуженным тренером РСФСР по лёгкой атлетике. В 1999 г. они переехали на постоянное место жительства из Иркутска в подмосковный город Щёлково.
Младшая сестра Татьяны Ольга Насонова (Антонова) (1960 г.р.) также стала известной бегуньей (на спринтерских дистанциях), членом сборной команды СССР, двукратной победительницей Спартакиады народов СССР (1983), чемпионкой СССР и бронзовой медалисткой чемпионата мира по лёгкой атлетике в эстафете 4×100 метров (1987).